# Посуховка
Посуховка (укр. Посухівка) — село в Уманском районе Черкасской области Украины.
Почтовый индекс — 20373. Телефонный код — 4744.
В селе родился Герой Советского Союза Дорофей Левченко.

## Население
Население по переписи 2001 года составляло 413 человек.

### Языковой состав
Родной язык населения по данным переписи 2001 года:
| Язык       | Численность, чел. | Доля     |
| ---------- | ----------------- | -------- |
| Украинский | 405               | 98,06 %  |
| Русский    | 6                 | 1,45 %   |
| Другое     | 2                 | 0,49 %   |
| Итого      | 413               | 100,00 % |

## Местный совет
20373, Черкасская обл., Уманский р-н, с. Посуховка, ул. Левченка, 18